# Uderns
Uderns è un comune austriaco di 1 753 abitanti nel distretto di Schwaz, in Tirolo. Si trova nella Zillertal.